# アラブ首長国連邦大学
アラブ首長国連邦大学（アラビア語: جامعة الإمارات العربية المتحدة、英語: United Arab Emirates University (UAEU)）は、アラブ首長国連邦アブダビ首長国アル・アインに本部を置く、UAE最古の総合大学。
1976年に、UAE初代大統領であるザーイド・ビン＝スルターン・アール＝ナヒヤーンにより設立された。UAEを代表する大学として、9つのカレッジを通じて、人文社会科学、経営経済学、法学、教育学、理学、情報科学、工学、農学(獣医学含)、医学といった9学部の、大学院および学士課程のプログラムを提供している。
QS世界大学ランキングでは、2018年までは400位前後だったが、2026年には229位になった。UAE内5位とハリーファ大学等の後塵を拝しているが、これは文系学部も多く、留学生率が少ないなどが理由である。医学部は高い評価を受けている。

## 沿革
- 1976年、国の未来は若者にあると把握していたザーイド・ビン＝スルターン・アール＝ナヒヤーン大統領が、世界クラスの教育を提供するために設立。[4]
- 1977年、4学部（人文社会科学部（当時の名称は文学部）、理学部、教育学部、経営経済学部（当時の名称は行政政治学部））で開校。
- 1978年、法学部開設。
- 1980年、農学部および工学部が開設。
- 1981年、第1期生が卒業。その内訳は男子192名、女子50名で、後に国の重要な指導的立場に就いた人物もいる。
- 1986年、医学部を設置。
- 1991年、理学部（環境科学）に初の修士課程を設置。
- 1998年、工学部が米国技術者教育認定機関(ABET)に認定される。
- 1999年、経営経済学部がAACSBに認証される。
- 2000年、情報科学部が開設。
- 2003年、英語での講義を導入。
- 2007年、医学部がアラブ世界の最優秀医科大学としてハムダーン賞を受賞。
- 2009年、博士課程が開設。
- 2010年、キャンパスを新築した。80haもの広大な土地に、最新鋭の施設をそろえた。
- 2012年、QSによる50年以内に開校された世界の大学ランキングのトップ50に入る[5]。
- 2013年、ユニバーシティ・カレッジが設置される。
- 2016年、WASC（Senior College and University Commission）から国際機関別認証評価を受ける。[4]